# Compartimentación (servicio de inteligencia)
En asuntos relacionados con la inteligencia militar, tanto del sector público como privado, la compartimentación  de información da a entender que hay un limitado acceso a determinada información para personas que tienen que saber directamente dicha confidencia para llevar a cabo ciertas tareas.
El principio básico para la compartimentación es que si muy pocas personas conocen los detalles de una asignación o cometido, el riesgo o probabilidad de que dicha información pueda ser comprometida o que caiga en manos de la oposición se reduce. Así pues, existen diversos niveles de autorización dentro de las organizaciones (en este caso, las agencias de inteligencia). No obstante, aunque alguien tenga la más alta autorización, cierta información impuesta a determinados documentos bajo las palabras "Eyes Only" o "Sólo para ser leído" pueden estar restringidos para determinados operadores, incluso de rango inferior.
En la administración de inteligencia, los oficiales creen que es útil mantener una estrecha vigilancia sobre los "métodos y fuentes" de información para poder evitar la revelación de las personas implicadas y sus actividades, cuyas vidas pueden estar en peligro si tal información se desclasificara públicamente o si cayera en manos de la oposición.
- Datos: Q3820981